# Фомицино (Владимирская область)
Фомицино — деревня в Суздальском районе Владимирской области России, входит в состав Новоалександровского сельского поселения.

## География
Деревня расположена в 13 км на запад от центра поселения села Новоалександрово и в 25 км на северо-запад от Владимира.

## История
В конце XIX — начале XX века деревня входила в состав Петроковской волости Владимирского уезда, с 1926 года — в составе Стародворской волости. В 1859 году в деревне числилось 54 дворов, в 1905 году — 81 дворов, в 1926 году — 80 хозяйств.
С 1929 года деревня являлась центром Фомицинского сельсовета Ставровского района, с 1932 года — в составе Собинского района, с 1945 года — в составе Ставровского района, с 1965 года — в составе Суздальского района, с 1966 года — в составе Клементьевского сельсовета, с 2005 года — в составе Новоалександровского сельского поселения.

## Население
| 1859 | 1905 | 1926 |
| ---- | ---- | ---- |
| 331  | 463  | 406  |

| 1859 | 1905 | 1926 | 2002 | 2010 | 2021 |
| ---- | ---- | ---- | ---- | ---- | ---- |
| 331  | ↗463 | ↘406 | ↘0   | →0   | ↗4   |